# Ataque al templo de Larkana en el 2014
El 15 de marzo de 2014, una multitud de musulmanes quemaron un templo hindú y un dharamshala en Larkana, Sindh, Pakistán, después de afirmaciones sin verificar, en las que se acusaba a un joven hindú por profanar una copia del Corán.

## Trasfondo
Según la policía, algunas personas vieron páginas quemadas del Corán en un bote de basura cerca de la casa de un hombre hindú la noche del 15 de marzo. Aunque hay otra versión que detalla como el hindú rasga las páginas del Corán y las tira a la calle. Inmediatamente, una multitud de 200 personas se reunió afuera del templo hindú y lo atacaron. Además, la casa del joven hindú acusado de quemar el libro estaba rodeada, lo que provocó que las fuerzas de seguridad dieran disparos de advertencia y lanzaran proyectiles de gas lacrimógeno. La policía confirmó además que los "profanadores" fueron detenidos y  el templo estaba parcialmente destruido, mientras que el dharmshala fue completamente quemado. Las tiendas fueron quemadas en el bazar y los servicios de transporte fueron suspendidos.
Según el relato de testigos presenciales, los policías vistieron al sospechoso hindú con uniforme de policía y lo llevaron a un lugar más seguro.

## Repercusiones
En la provincia suroccidental de Balochistán, la policía se enfrentó con manifestantes enojados por el caso de blasfemia resultando heridos dos manifestantes y un policía. En Osta Muhammad, cuatro tiendas pertenecientes a hindúes fueron incendiadas.

## Otras acciones
El toque de queda se impuso en el Jinnah Bhag y en otras partes de la ciudad después de que la turba enfurecida se tornara más violenta. La policía detuvo al hindú y aclaró que si se le encontraba culpable de quemar el Corán, sería castigado. Tres personas fueron arrestadas por vandalismo, mientras que miembros de la comunidad hindú y musulmana sirvieron como observadores en la investigación.
Fuentes locales informan que el presunto culpable de blasfemia se había mudado recientemente a una casa alquilada por una familia musulmana y había quemado el libro por error. Como resultado de la tensión relacionada con esta acusación, las celebraciones de Holi se suspendieron en muchos lugares por motivos de seguridad..
Si bien se desplegó un contingente adicional de policías y guardas en las áreas afectadas, se prohibió conducir en la zona.

## Reacciones
Los líderes de la comunidad musulmana afirmaron que el islam no permite la violencia y lo consideraron obra de personas malintencionadas. Los líderes hindúes dijeron que si el sospechoso era culpable, debería ser castigado.
El primer ministro de Pakistán, Nawaz Sharif, solicitó al gobierno de Sindh que tomara medidas para proteger a las minorías y expresó su profunda pena por el incidente.
El presidente del Pakistan Hindu Panchayat, Kalpana Devi, expresó su conmoción y tristeza por el incidente. "Condeno enérgicamente la profanación del Sagrado Corán y exijo que el acusado sea castigado si realmente ha cometido blasfemia".